# Bellö
Bellö is een plaats in de gemeente Eksjö in het landschap Småland en de provincie Jönköpings län in Zweden. De plaats heeft 101 inwoners (2005) en een oppervlakte van 36 hectare.